# Tùng Lượng
Tùng Lượng (tiếng Trung giản thể: 丛亮, bính âm Hán ngữ: Cóng Liàng, sinh tháng 12 năm 1971, người Hán) là chính trị gia nước Cộng hòa Nhân dân Trung Hoa. Ông là Ủy viên dự khuyết Ủy ban Trung ương Đảng Cộng sản Trung Quốc khóa XX, hiện là Thành viên Đảng tổ Ủy ban Cải cách và Phát triển Quốc gia, Bí thư Đảng tổ, Cục trưởng Cục Dự trữ Vật tư và Lương thực Quốc gia. Ông từng là Tổng thư ký của Ủy ban Cải Phát.
Tùng Lượng là đảng viên Đảng Cộng sản Trung Quốc, học vị Kỹ sư Cơ giới, Tiến sĩ Kinh tế học. Ông có sự nghiệp hơn 30 năm công tác ở cơ quan phụ trách lĩnh vực cải cách và phát triển Trung Quốc.

## Xuất thân và giáo dục
Tùng Lượng sinh vào tháng 12 năm 1971 ở huyện Văn Đăng, nay là quận thuộc địa cấp thị Uy Hải, tỉnh Sơn Đông, Cộng hòa Nhân dân Trung Hoa. Ông lớn lên và tốt nghiệp cao trung ở Văn Đăng, đến năm 1989 thì thi cao khảo đạt thành tích xuất sắc đỗ vào Đại học Thanh Hoa, tới Bắc Kinh nhập học hệ kỹ thuật cơ giới và tốt nghiệp kỹ sư chuyên ngành này vào tháng 7 năm 1994. Sau đó, ông tiếp tục thi tuyển và đỗ chương trình nghiên cứu sinh toàn thời gian sau đại học hệ quản lý kinh tế thông tin tại Đại học Tài chính Kinh tế Trung ương, nhận bằng Thạc sĩ Kinh tế học vào tháng 4 năm 1997. Từ tháng 9 năm 1999, ông là nghiên cứu sinh tại chức ở Viện nghiên cứu sinh, Viện Khoa học Trung Quốc, thuộc hệ chính trị và kinh tế thế giới, đồng thời từng được điều về kỳ Trác Tư của địa cấp thị Ulanqab, Nội Mông để rèn luyện giai đoạn tháng 6 năm 2001 đến tháng 5 năm 2002, rồi trở thành Tiến sĩ Kinh tế học vào tháng 7 năm 2003. Tùng Lượng được kết nạp Đảng Cộng sản Trung Quốc tại Thanh Hoa, từng được điều tới Ủy ban Quản lý Trung Quan Thôn của Bắc Kinh để rèn luyện từ tháng 6 năm 2010 đến tháng 6 năm 2011, rồi tham gia khóa bồi dưỡng huấn luyện cán bộ trung, thanh niên từ 46 giai đoạn tháng 3–7 năm 2019 tại Trường Đảng Trung ương Đảng Cộng sản Trung Quốc.

## Sự nghiệp
Tháng 4 năm 1997, sau 8 năm học ở Thanh Hoa, Tài Kinh Trung ương, Tùng Lượng được phân vào Ủy ban Kế hoạch Quốc gia, là cán bộ Ty Tổng hợp kinh tế quốc dân, bắt đầu sự nghiệp của mình ở đây. Trong giai đoạn 1997–2003, ủy ban được cải tổ thành Ủy ban Kế hoạch Phát triển Quốc gia năm 1998, rồi Ủy ban Cải cách và Phát triển Quốc gia từ 2003, ông lần lượt được nâng ngạch là phó chủ nhiệm và chủ nhiệm khoa viên. Sau đó, thời kỳ 2003–11, ông giữ các vị trí Phó Trưởng phòng, Trưởng phòng Tổng lượng rồi được điều chuyển làm Trưởng phòng Tổng hợp của Ty Tổng hợp kinh tế quốc dân. Vào tháng 3 năm 2011, ông được bổ nhiệm làm Phó Ty trưởng cho đến tháng 8 năm 2016 thì thăng chức làm Ty trưởng sau gần 20 năm công tác ở đây. Sang tháng 6 năm 2018, ông được bổ nhiệm làm Tổng thư ký Ủy ban Cải cách và Phát triển Quốc gia, vẫn kiêm nhiệm là Ty trưởng Ty Tổng hợp kinh tế quốc dân, sau đó 1 tháng thì được phân công là Người phát ngôn của ủy ban này. Tháng 2 năm 2019, ông được chỉ định làm Thành viên Đảng tổ Ủy ban, đến tháng 6 năm 2020 thì được bổ nhiệm làm Phó Chủ nhiệm Ủy ban Cải Phát. Ngày 8 tháng 7 năm 2022, Tùng Lượng nhậm chức Bí thư Đảng tổ, Cục trưởng Cục Dự trữ Vật tư và Lương thực Quốc gia – cơ quan cấp phó bộ thuộc Ủy ban Cải Phát, và vẫn tiếp tục là Thành viên Đảng tổ Ủy ban. Cuối năm 2022, ông tham gia Đại hội Đảng Cộng sản Trung Quốc lần thứ XX từ đoàn đại biểu khối cơ quan nhà nước và trung ương. Trong quá trình bầu cử tại đại hội, ông được bầu là Ủy viên dự khuyết Ủy ban Trung ương Đảng Cộng sản Trung Quốc khóa XX.